# Contea di Lincoln (Nuovo Messico)
La contea di Lincoln (in inglese Lincoln County) è una contea dello Stato del Nuovo Messico, negli Stati Uniti. La popolazione al censimento del 2000 era di 19 411 abitanti. Il capoluogo di contea è Carrizozo.

## Geografia
La contea si trova nel centro-sud dello Stato. Si tratta di una regione nella provincia di Basin and Range, con colline verdi e ampie pianure che separano le catene montuose. La pianura è erosa da canyon. Le montagne includono la Sierra Blanca, la Sierra Oscura e i monti Gallinas. La contea ospita la foresta nazionale di Cibola e la foresta nazionale di Lincoln.

### Contee confinanti
- Contea di Torrance - nord
- Contea di Guadalupe - nord
- Contea di De Baca - nord-est
- Contea di Chaves - est/sud-est
- Contea di Otero - sud
- Contea di Sierra - sud-ovest
- Contea di Socorro - ovest

## Storia
La contea fu costituita nel 1869 e fu chiamata così in onore del presidente Abraham Lincoln.

## Comuni

### City
- Ruidoso Downs

### Town
- Carrizozo (capoluogo)

### Villages
- Capitan
- Corona
- Ruidoso

### Census-designated place
- Nogal

### Città fantasma
- Jicarilla
- Placitas
- White Oaks